# Amphilochos (Sohn des Alkmaion)
Amphilochos (altgriechisch Ἀμφίλοχος Amphílochos), der Sohn des Alkmaion und der Manto, war eine Figur in der griechischen Mythologie.
Nachdem Alkmaion seine Mutter Eriphyle getötet hatte, wurde er mit Wahnsinn geschlagen. Deshalb gab er Amphilochos und seine Schwester Tisiphone an Kreon, den König von Korinth, und seine Gattin Eurydike.
Später, als sein Vater in Akarnanien lebte, kehrte Amphilochos zu ihm zurück und gründete die Stadt Argos Amphilochikon am Ambrakischen Golf. Er gilt als der Stammvater der Amphilochier. Eine andere Überlieferung schreibt diesen Verdienst dem Bruder seines Vaters Amphilochos zu.